# تور سی‌بی۲۱
تور سی‌بی۲۱ (انگلیسی: Tour CB21) ساختمان اداری ۴۴ طبقه مستقر در لا دفانس، فرانسه است، که پروژه ساخت آن در سال ۱۹۷۲ آغاز شد و در سال ۱۹۷۴ به بهره‌برداری رسید.